# Roba (indumento)

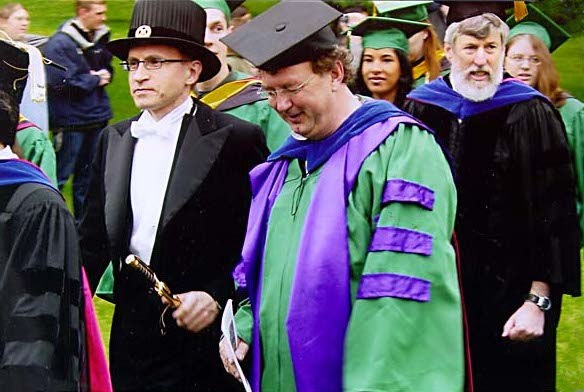
Due robe accademiche (al centro colorata e a destra, in secondo piano, nera)

La roba era un soprabito maschile pesante, diffuso in tutta l'Europa latina durante il Medioevo. Si differenziava dalla cappa e dal mantello per la presenza costante delle maniche.
Il termine "roba" deriva dal basso francone rouba e si presenta come robe sia in lingua francese sia in lingua inglese.